# Теранова ди Полино
Теранова ди Полино (итал. Terranova di Pollino) је насеље у Италији у округу Потенца, региону Базиликата.
Према процени из 2011. у насељу је живело 1089 становника. Насеље се налази на надморској висини од 863 м.

## Становништво
Према резултатима пописа становништва 2011. у општини је живело 1.324 становника.
| 1931. | 1936. | 1951. | 1961. | 1971. | 1981. | 1991. | 2001. | 2011. |
| ----- | ----- | ----- | ----- | ----- | ----- | ----- | ----- | ----- |
| 2.633 | 2.660 | 2.689 | 2.724 | 2.377 | 2.016 | 1.815 | 1.534 | 1.324 |